# Mireille de la Lez
Mireille Delalez, Mireille Karin Reine Delalez, född 1970, är en svensk fotograf. År 2009 utsågs hon till årets naturfotograf av Naturvårdsverket.
Mireille de la Lez gav år 2007 ut fotoboken Värld av is tillsammans med Fredrik Granath som rönt stor internationell uppmärksamhet och skildrar livet i Arktis. Boken har getts ut på nio språk i över 40 länder.